# Eliete Bouskela
Eliete Bouskela (sinh ngày 15 tháng 2 năm 1950) là một bác sĩ, nhà nghiên cứu và giáo sư người Brazil tại Đại học bang Rio de Janeiro. Cô làm việc trong lĩnh vực sinh lý tim mạch.

## Tuổi thơ và giáo dục ban đầu
Bouskela được sinh ra ở Uberlândia. Cô mơ ước trở thành một nhà hóa học hoặc một nhà tội phạm học. Bouskela bắt đầu làm việc tại Viện Vật lý sinh học Carlos Chagas Filho, nơi cô làm việc về việc chuẩn bị tim Langendorff. Cô học ngành y tại Đại học Liên bang Rio de Janeiro, tốt nghiệp năm 1973. Cô vẫn ở đó để học cao học, lấy bằng thạc sĩ vật lý sinh học 1975. Bouskela chuyển đến Hoa Kỳ vào năm 1975, nơi cô làm việc với tư cách là Phó Nghiên cứu tại Đại học Washington, có trụ sở tại Phòng khám Mayo. Cô lấy bằng tiến sĩ sinh lý học từ Đại học Washington năm 1978.

## Nghiên cứu và sự nghiệp
Bouskela được bổ nhiệm làm phó giáo sư tại Rio de Janeiro Đại học bang vào năm 1977, và đã được thực hiện một giáo sư đầy đủ tại Rio de Janeiro Đại học bang vào năm 1999. Tại Rio de Janeiro Đại học bang bà đã thành lập Phòng thí nghiệm vi nghiên cứu. Cô được bổ nhiệm vào Đại học Lund với tư cách là Phó giáo sư vào năm 1987. Tại đây cô nghiên cứu rối loạn chức năng vi mạch và nội mô. Cô đã thiết kế nghiên cứu định lượng in vivo về vi tuần hoàn ở người và động vật ở Brazil. Cô sử dụng một cánh dơi, thể hiện một gradient độ dài theo chiều dọc.
Năm 2013, Bouskela được bổ nhiệm làm Chủ tịch Hội đồng cấp cao của Quỹ hỗ trợ nghiên cứu của bang Rio de Janeiro Carlos Chagas Filho (FAPERJ). Cô là người phụ nữ đầu tiên làm việc trong ban giám đốc công nghệ và là người đầu tiên được bầu làm Chủ tịch FAPERJ.
Cô là thành viên nữ thứ năm của Viện hàn lâm Khoa học Brazil. Năm 2008 là người phụ nữ Mỹ Latinh đầu tiên được bầu làm thành viên của Académie Nationale de Médecine. Cô ở trong ban biên tập của Medical Express.